# 沃特維爾 (華盛頓州)
沃特維爾（英語：Waterville）是美国华盛顿州道格拉斯县的一座城鎮，也是該郡的郡治。該鎮是韦纳奇-東韋納奇都會統計區的一部分。2010年美国人口普查時為1,138人。

## 外部連結
- （英文） 沃特維爾歷史 （页面存档备份，存于） at HistoryLink
- （英文） 沃特維爾鎮網站 （页面存档备份，存于）
- （英文） 沃特維爾商會 （页面存档备份，存于）
- （英文） 沃特維爾互動頁 （页面存档备份，存于）
- （英文） Douglas County Empire Press （页面存档备份，存于）